# Hydnum molluscum
Hydnum molluscum är en svampart som beskrevs av Fr. 1849. Hydnum molluscum ingår i släktet mat-taggsvampar och familjen Hydnaceae.   Inga underarter finns listade i Catalogue of Life.